# Jerzy Sztachelski

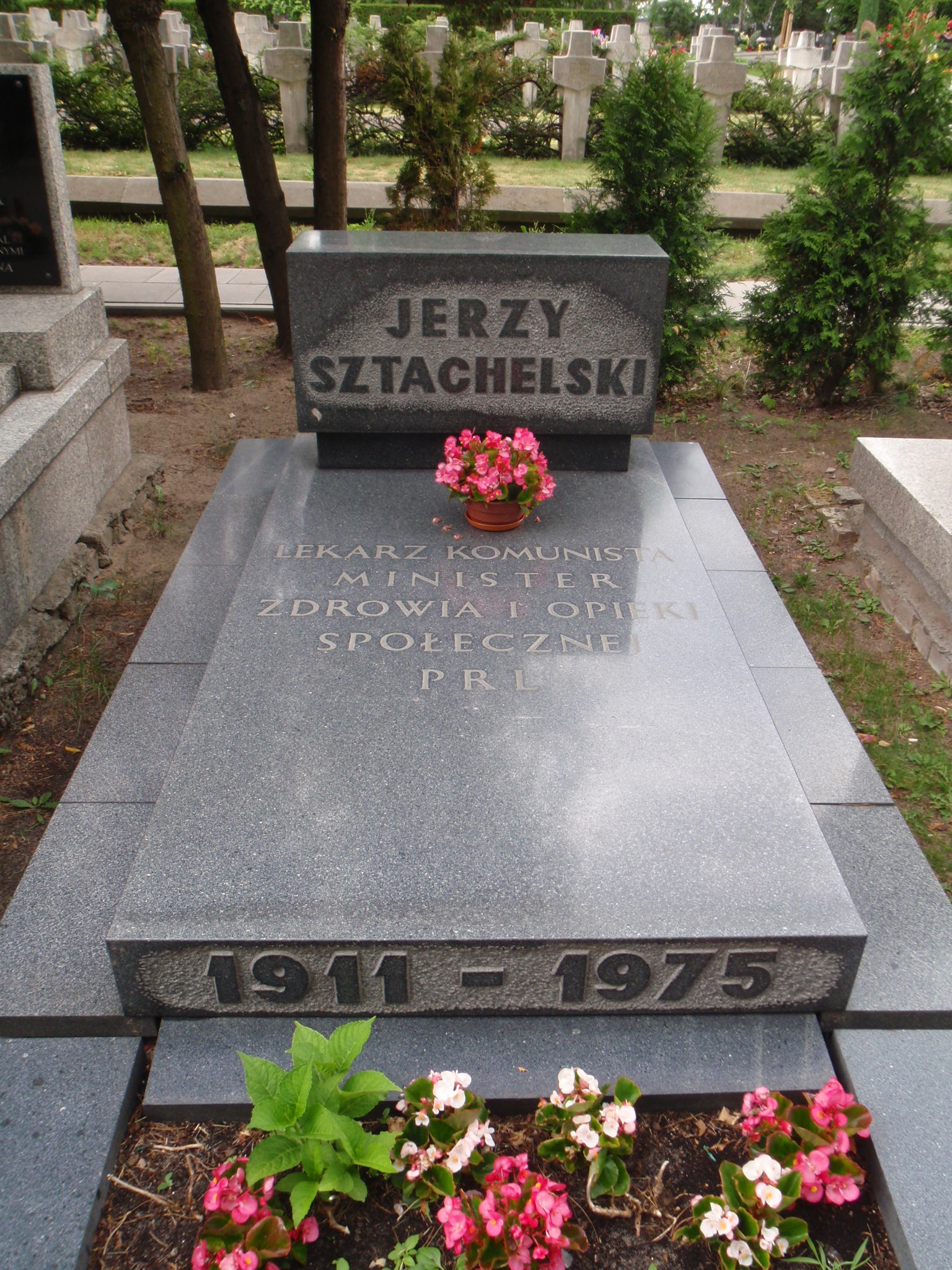
Grób Jerzego Sztachelskiego na cmentarzu Wojskowym na Powązkach w Warszawie

Jerzy Sztachelski (ur. 17 stycznia 1911 w Puławach, zm. 17 grudnia 1975 w Warszawie) – polski doktor medycyny i polityk komunistyczny. Poseł do Krajowej Rady Narodowej, na Sejm Ustawodawczy oraz na Sejm PRL I, II, III i V kadencji, minister aprowizacji i handlu (1945–1947), minister zdrowia (1951–1956), minister bez teki (1956–1961) oraz minister zdrowia i opieki społecznej (1961–1968).

## Życiorys
Syn Jarosława i Zofii. Absolwent Uniwersytetu Stefana Batorego w Wilnie, uzyskał stopień doktora medycyny. W latach 30. związany z komunistycznym środowiskiem Związku Lewicy Akademickiej „Front”, sądzony i uniewinniony w procesach lat 1936–1937. Od 1939 do 1941 był naczelnikiem wydziału zdrowia w Wilnie, następnie do 1943 lekarzem w Armii Czerwonej. Od 1943 był oficerem Polskich Sił Zbrojnych w ZSRR oraz uczestnikiem bitwy pod Lenino jako dowódca Batalionu Sanitarnego. Od lutego do sierpnia 1944 sekretarz generalny zarządu głównego Związku Patriotów Polskich.
Od 1945 był członkiem Polskiej Partii Robotniczej, a następnie Polskiej Zjednoczonej Partii Robotniczej. Od grudnia 1945 do grudnia 1948 zastępca członka Komitetu Centralnego PPR, następnie (do listopada 1968) członek KC PZPR, w latach 1948–1954 członek centralnej komisji kontroli partyjnej. Od sierpnia 1944 do kwietnia 1945 wojewoda białostocki (równocześnie do października 1944 przewodniczący Wojewódzkiej Rady Narodowej tamże), następnie pełnomocnik rządu na okręg mazurski (marzec 1945), minister aprowizacji i handlu (1945–1947), podsekretarz stanu w Ministerstwie Zdrowia (1947–1951), minister zdrowia (1951–1956), minister bez teki, pełnomocnik Rządu ds. stosunków z Kościołem i kierownik Urzędu do Spraw Wyznań (1956–1961), a następnie ponownie minister zdrowia i opieki społecznej do 1968. Poseł do Krajowej Rady Narodowej, na Sejm Ustawodawczy oraz na Sejm PRL I, II, III i V kadencji.
W 1949 podjął starania zmierzające do powołania Akademii Medycznej w Białymstoku. W uznaniu tych zasług został w 1960 jako pierwszy wyróżniony tytułem doktora honoris causa tej uczelni.
W latach pięćdziesiątych związany z „frakcją” puławian. Prezes zarządu głównego Towarzystwa Krzewienia Kultury Świeckiej (1969–1975), członek Ogólnopolskiego Komitetu Frontu Jedności Narodu pod koniec lat 50. Od 1959 był także jednym z wiceprezesów Rady Naczelnej ZBoWiD.
Sfabularyzowane losy Jerzego Sztachelskiego stanowią główny motyw trzytomowej powieści Jerzego Putramenta Wybrańcy.
Był mężem Ireny Sztachelskiej i szwagrem Czesława Nowińskiego.
Zmarł w Warszawie, pochowany na cmentarzu Wojskowym na Powązkach (kwatera C 4-Tuje-9).

## Ordery i odznaczenia
- Order Sztandaru Pracy I klasy (dwukrotnie, w tym w 1964[13])
- Krzyż Komandorski z Gwiazdą Orderu Odrodzenia Polski (19 lipca 1946)[14]
- Order Krzyża Grunwaldu III klasy
- Krzyż Srebrny Orderu Virtuti Militari
- Medal za Warszawę 1939–1945 (17 stycznia 1946)[15]
- Odznaka 1000-lecia Państwa Polskiego (1966)[16]
- Odznaka honorowa „Za Zasługi dla Warszawy” (1965)[17]
- Order Flagi Narodowej I stopnia (KRLD, 1954)[18]
- Krzyż Komandorski z Gwiazdą Republikańskiego Orderu Zasługi (Węgry, 1948)[19]